# Acanthomyops coloradensis
Acanthomyops coloradensis är en myrart som först beskrevs av Wheeler 1917.  Acanthomyops coloradensis ingår i släktet Acanthomyops och familjen myror. Inga underarter finns listade i Catalogue of Life.